# Dubler
Dubler (fr. Doubleur, ang. photo double, body double) – osoba, która zastępuje aktora w różnych scenach, w których ten nie może uczestniczyć, np. szczególnie niebezpiecznych, albo wymagających specjalnego przygotowania lub umiejętności (np. jazdy konnej, fechtunku). Do znanych w historii kina dublerów zaliczyć można Yakimę Canutta oraz Shelley Michelle.
W anglojęzycznej terminologii funkcjonują trzy główne określenia dublera. Photo double oznacza po prostu osobę zastępującą danego aktora na planie zdjęciowym. Bardziej szczegółowym pojęciem jest zaś body double, którego rolą jest przede wszystkim zastępowanie aktora tam, gdzie potrzebna jest osoba o podobnych walorach fizycznych (np. w scenach erotycznych lub kaskaderskich). Trzecim i najwęższym znaczeniowo terminem używanym na określenie dublera jest stunt double, oznaczający kaskadera. Nie należy też mylić roli dublera z tzw. stand-in – ten drugi uczestniczy bowiem jedynie jako model w pracach przygotowawczych przed realizacją zdjęć na planie.